# 新多菲尼夫卡

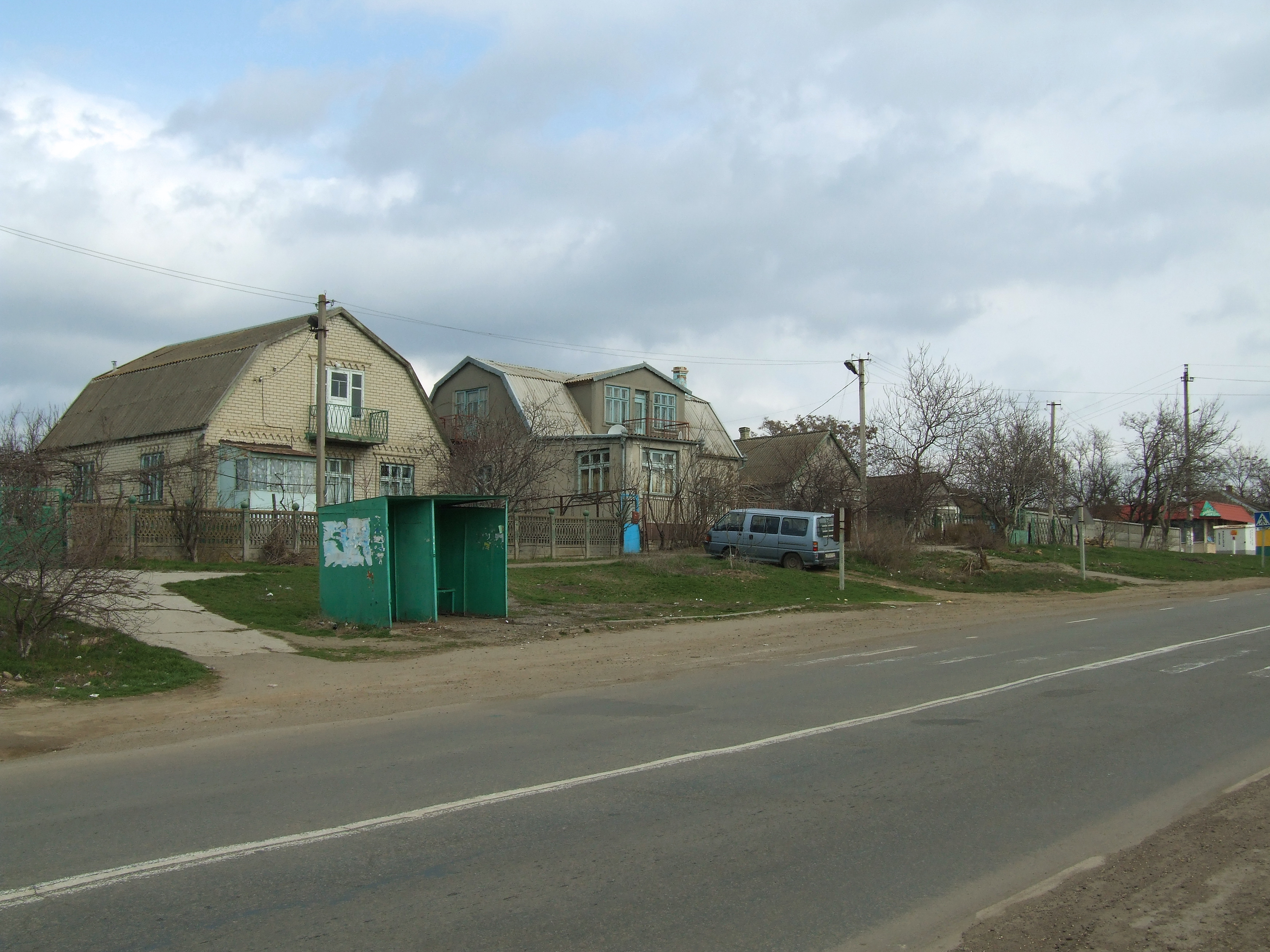

46°34′50″N 30°54′22″E / 46.58056°N 30.90611°E
新多菲尼夫卡（烏克蘭語：Нова Дофінівка）是位於烏克蘭西南部的村莊，由敖德萨州敖德萨区的豐坦卡市鎮負責管轄。該村始建於1290年，面積1.88平方公里，海拔高度21米，2001年人口1,344。